# Jord Knotter
Jord Knotter, né le 1er octobre 1989 à Naarden, est un acteur néerlandais.

## Filmographie

### Cinéma et téléfilms
- 2002 : Ernstige Delicten (nl) : Rogier
- 2007 : SpangaS : Cazzo
- 2008 : Droes : Robert
- 2012 : Moordvrouw	: Teun
- 2014 : A'dam - E.V.A. (nl) : L’infirmier
- 2014 : Fashion Planet (nl) : Rick
- 2014 : Flikken Maastricht : Danny Groothuis
- 2014 : Johan: logisch is anders (nl) : Van Basten
- 2014 : Danni Lowinski (nl) : Bart van Hoof
- 2014-2017 : Celblok H (nl) : Cas de Ruiter
- 2016 : Sneekweek de Martijn Heijne : Boris
- 2016-2017 : Goede tijden, slechte tijden : Job Zonneveld